# Lascauxgrottan

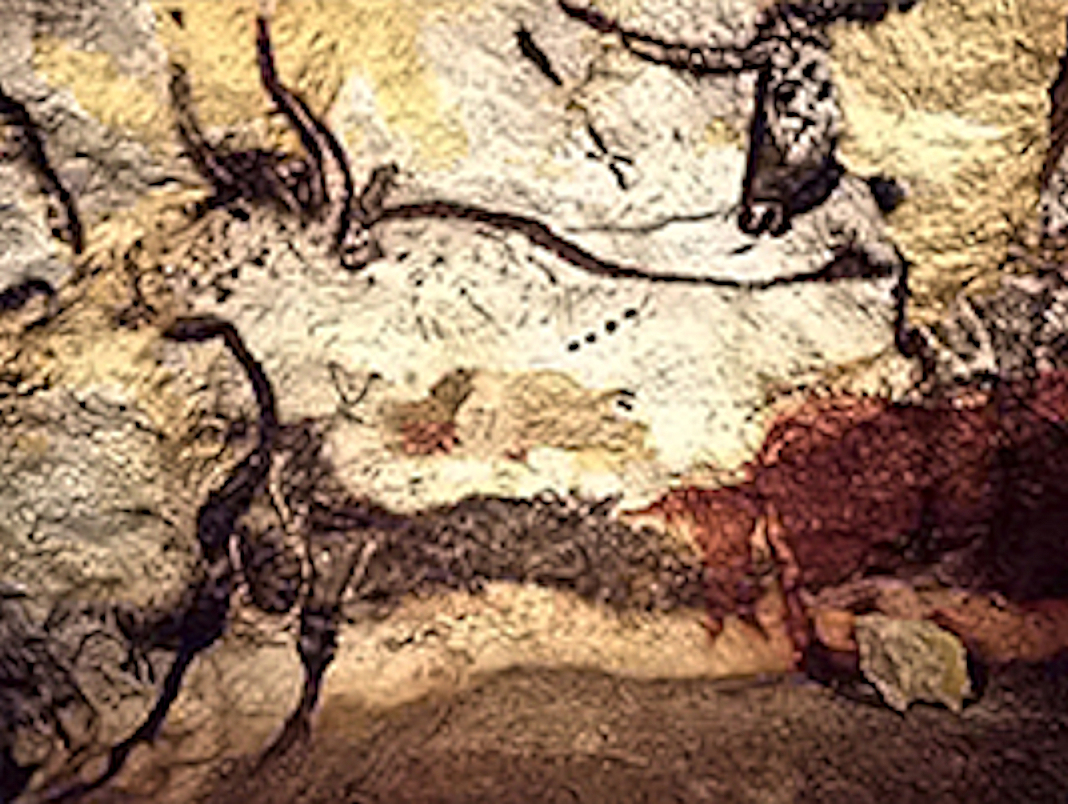
Grottmålning i Lascaux

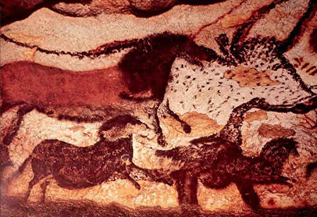
Grottmålning i Lascaux

Lascauxgrottan i Vézèredalen i Dordogne i sydvästra Frankrike innehåller en betydande paleolitisk bosättning och ett av världens äldsta kända konstverk. Grottan är smyckad med över 1000 målningar och ristningar från magdalénienkulturen, omkring 17 000–12 000 före Kristus. Dåtidens jaktfauna utgör motiv, bland annat uroxe, vildhäst, ren, hjort och stäppbison. Även mer symboliska figurer och geometriska mönster förekommer. De naturalistiska grottmålningarna påträffades 1940 och är utförda i polykrom teknik (svart, röd och gul färg). 
Lascauxgrottan ingår i världsarvet de målade grottorna i Vézèredalen.

## Fynd
Grottan upptäcktes 1940 av en grupp ungdomar och gjordes offentlig åtta år senare, 1948.